# Christian Zickermann
Christian Zickermann (* 27. Dezember 1672 in Wollin (Pommern); † Mai 1726) war ein deutscher evangelischer Pfarrer und Geschichtsforscher. Er schrieb über die Geschichte Pommerns. 

## Leben
Zickermann wurde 1672 in der Stadt Wollin in Pommern als Sohn eines Schusters geboren. Er besuchte das Stettiner Regium Gymnasium Carolinum und studierte an der Universität Rostock, der Universität Frankfurt an der Oder und der Universität Greifswald. Anschließend arbeitete er als Hauslehrer in adligen Familien, dann als Feldprediger in dem Regiment Graf Mellin. 
Als Feldprediger erlebte Zickermann im Jahre 1713 die Belagerung Stettins, das damals zu Schwedisch-Pommern gehörte, durch russische Truppen (siehe Geschichte der Stadt Stettin). Die am 28. September 1713 erfolgte, achtstündige Beschießung der Stadt beschreibt er so: „Es war, als ob Himmel und Erde vergehen wollten, und viele, die auswärts gedient und die größten Belagerungen und Bombardements mitgemacht hatten, versicherten, so etwas nie gehört zu haben.“
Im Jahre 1714 wurde Zickermann zum Pastor an der Stettiner Peter-Paulskirche berufen. Im gleichen Jahr heiratete er; aus der Ehe gingen zwei Söhne und fünf Töchter hervor. Zickermann starb im Mai 1726.

## Schriften (Auswahl)
Zum 600. Jahrestag der Gründung der Stettiner Peter-Paulskirche durch Otto von Bamberg veröffentlichte Zickermann ein Buch über die Bekehrung Pommerns und die Geschichte der Peter-Paulskirche. Dieses bekannteste Werk Zickermanns ist nach dem Urteil des Historikers Gottfried von Bülow aus dem Jahre 1900 „auch heute noch brauchbar“:
- Nachricht von den alten Einwohnern in Pommern, auch von dero Religion und Bekehrung, inbesonderheit aber von der St. Petri und Pauli Kirche in Alten Stettin, welche Otto von Bamberg Anno 1124 bauen lassen. Stettin 1724 (Online).